# Канарский чекан
Канарский чекан (лат. Saxicola dacotiae) — вид воробьиных птиц из семейства мухоловковых (Muscicapidae). Выделяют два подвида<. Прежде был широко распространён на Канарских островах, ныне ареал ограничен островом Фуэртевентура, где вид обитает круглогодично.

## Таксономия
Канарский чекан близок к Saxicola torquata. Геномные методы позволили предположить происхождение этого вида от европейских чеканов, которые заселили острова примерно 1-2 млн лет назад, в раннем плейстоцене.
Подвид S.d. murielae, обитавший на двух островах (Монтанья-Клара и Алегранса) архипелага Чинихо, вымер в начале XX века. Вымирание могло быть вызвано как ухудшением среды обитания, так и, возможно в большей степени, воздействием интродуцированных хищников.

## Описание
Канарский чекан достигает длины 11—12,5 см. У самцов черноватые голова и лицо с узким белым надбровьем, широким белым полу-воротничком, переходящим в белый подбородок. Верхняя часть тела серовато-коричневая, бледнее на надхвостье. Нижняя часть тела бледно-рыжевато-оранжевая; на груди небольшой участок рыжевато-оранжевого цвета. Клюв и ноги чёрные. У самок верхняя часть тела коричневатая с черноватыми прожилками, надхвостье сероватое, надбровье со слабым охристым оттенком. Нижняя часть тела кремово-коричневая; в свежем оперении верхняя часть тела более светлая и серая, а нижняя более бурая, с желтовато-коричневой окантовкой, без оранжевого оперения на груди и без белого воротника.

## Среда обитания и образ жизни
Канарский чекан — оседлая птицы. Он селится на каменистых склонах, в оврагах с разреженной (30-50% покрытия) кустарниковой  растительностью. Иногда его можно встретить в более открытых и засушливых сообществах, таких как мальпаис (зарастающие лавовые поля). 
Самцы поют с открытых присад, откуда птицы также любят охотиться на насекомых в полёте. Полностью открытые сообщества, судя по всему, используются только для сбора пищи для молоди. У самца тикающий крик, похожий на постукивание камешек один об другой, и высокое чириканье, как у европейского чекана.
В кладке 2—5 (обычно 4) бледно-сине-зелёных с мелкими красновато-коричневыми крапинками яиц. Насиживание продолжается 13—15 дней. Птенцы оперяются через 16—18 дней. Второй выводок за год наблюдается редко, только во влажные зимы.

## Охранный статус
В настоящее время статус канарского чекана «близок к уязвимому положению».  Численность особей вида, скорее всего, она составляет от 13000 до 15500 взрослых птиц, и, предположительно, сокращается в связи со строительством, выпасом скота, давлением инвазивных хищных видов. В частности, интенсивная расчистка земель на полуострове Хандия изолирует местную популяцию и делает её уязвимой для неблагоприятных последствий небольшой численности.
Опустынивание, усугубляемое выпасом коз и локальным понижением уровня грунтовых вод, также способствовало утрате среды обитания. Бездомные кошки, чёрные крысы, белки разоряют гнёзда. 
План действий по сохранению этого вида существует с 1999 года. Если сохранять гнездовые местообитания и эффективно контролировать хищников, то, благодаря высокой скорости размножения, возможно сохранение вида.